# Зильбиц
Зильбиц (нем. Silbitz) — община в Германии, в земле Тюрингия. 
Входит в состав района Заале-Хольцланд. Подчиняется управлению Хайделанд-Эльстерталь.  Население составляет 699 человек (на 31 декабря 2010 года). Занимает площадь 11,18 км².
Коммуна подразделяется на 2 сельских округа.